# 河野千万城
河野 千万城（かわの ちまき、1892年〈明治25年〉4月22日 - 1966年〈昭和41年〉1月25日）は、日本の海軍軍人。海兵42期・海大24期。最終階級は海軍中将。
吉川安平 中将（兵22期）は、岳父。

## 経歴

### 兵42期を4位で卒業、あえて「通信屋」を選ぶ
山口県出身。大正3年（1914年）12月19日に海軍兵学校（兵42期）を4位/117名の好成績で卒業し、大正4年（1915年）12月13日に海軍少尉に任官した。
兵42期（大正3年12月19日卒業、117名）の恩賜は2名に絞られており、4位の河野は恩賜の短剣を逸した。なお、1クラス上の兵41期（大正2年12月19日 卒業、118名）の恩賜は4名であった。
河野は、海軍通信学校高等科学生を卒業した「通信屋」である。
なお、河野のようなハンモックナンバー上位者は、主流である「鉄砲屋（海軍砲術学校高等科学生。堀悌吉、山本五十六、古賀峯一など）」「水雷屋（海軍水雷学校高等科学生。長谷川清、南雲忠一、山口多聞など））」「航海屋（海軍大学校航海学生。井上成美、三川軍一など）」を選ぶのが普通であり、河野が選んだ「通信屋」は傍流であった。
大正15年（1926年）11月25日、海大甲種学生24期を卒業。
昭和10年（1935年）11月15日、海軍大佐に進級すると共に軍令部第2部第4課長。昭和12年（1937年）12月1日、軽巡「那珂」艦長。

### GF先任参謀
昭和13年（1938年）11月15日、連合艦隊（GF）先任参謀。海軍次官・山本五十六中将が昭和14年（1939年）8月30日付で連合艦隊司令長官に親補された時のGF先任参謀が河野であり、河野の後任としてGF先任参謀に就任したのが2クラス下の黒島亀人大佐（兵44期）である。
昭和14年11月15日、重巡「愛宕」艦長。昭和15年（1930年）10月15日、戦艦「扶桑」艦長。

### 潜水戦隊司令官を拝命
昭和16年（1941年）9月15日、第6潜水戦隊(6Ss)司令官（第3艦隊〈長官：高橋伊望中将〉 隷下）。それまで潜水艦と縁が無かった河野は、突然の補職に驚いたという。直後の昭和16年10月15日に海軍少将に進級し、12月8日の太平洋戦争開戦を迎えた。
6Ss司令官として蘭印作戦などに従事した河野は、昭和17年（1942年）4月1日付で横須賀鎮守府附に転補されて内地に戻り、昭和天皇に拝謁して戦況を奏上した。

### 潜水艦に坐乗して陣頭指揮
海軍人事当局は、戦地帰りの河野を当面は内地で勤務させる予定だった。しかし、内地帰還から1か月も経っていない昭和17年4月26日、河野は第3潜水戦隊（3Ss）司令官に補された。前任者の三輪茂義少将（兵39期）が急性盲腸炎となった故の緊急人事であった。
3Ss司令官として再度出征した河野は、根拠地に停泊する潜水母艦ではなく、第一線の潜水艦に坐乗し、ミッドウェー海戦・オーストラリア沿岸での通商破壊戦・ガダルカナル島を巡る諸作戦を陣頭指揮した。河野が坐乗する潜水艦が実際に敵艦船を襲撃した例もあった。
当時の潜水艦の居住性は最悪であり、戦果を挙げるには敵と刺し違える覚悟が必要であり、潜水艦の出撃に際しては、在泊艦船の総員が見送るのが例であった。
昭和17年（1942年）12月5日、軍令部出仕。昭和18年（1943年）1月25日、軍令部第4部長。

### 最後の海軍通信学校長
昭和19年（1944年）2月15日、海軍通信学校長（敗戦による海軍消滅まで在任）。昭和20年（1945年）5月1日から6月1日まで海軍対潜学校長を兼任。
昭和20年5月1日、海軍中将に進級。昭和20年7月20日、海軍艦政本部造兵監督長を兼任したとされる。

### 戦後
1947年（昭和22年）11月28日、公職追放の仮指定を受けた。
追放解除後の1966年（昭和41年）1月25日に死去した。